# Ali Daei
Ali Daei (persisch علی دایی ʿAli Dayi; * 21. März 1969 in Ardabil) ist ein iranischer Fußballtrainer und ehemaliger Fußballspieler. Er ist mit 108 Toren für die iranische Nationalmannschaft der dritterfolgreichste Länderspiel-Torschütze der Welt.

## Karriere als Spieler

### Vereine
Aus der Jugend von Esteghlal Ardabil, dem in seinem Geburtsort ansässigen Verein, hervorgegangen, erhielt Ali Daei mit 19 Jahren bei deren Profis einen Lizenzspieler-Vertrag und war somit für die Hevdah-e-Shahrivar League, der höchsten Spielklasse im Iran, spielberechtigt. Nach seiner ersten Profi-Saison wechselte er zum Ligakonkurrenten Taxirani F.C. in die umbenannte Qods League, für den er ebenfalls eine Saison lang spielte. Nach vier Spielzeiten für Tejarat Bank F.C. folgte der Wechsel zum Erstligisten und Rekordmeister Persepolis Teheran in die umbenannte Azadegan League, mit dem er am Ende seiner zweiten Saison den Meistertitel gewann.
1996/97 spielte er für Al-Sadd, den Sportverein aus Doha (Katar), und wurde zum Saisonende – nicht zuletzt wegen seiner spektakulären Auftritte während der Asienmeisterschaft 1996 in den Vereinigten Arabischen Emiraten – vom Bundesligisten Arminia Bielefeld, der auf ihn aufmerksam wurde, verpflichtet. Sein Bundesliga-Debüt gab Daei am 2. August 1997 (1. Spieltag) bei der 0:1-Niederlage im Auswärtsspiel gegen den VfL Bochum; sein erstes Tor erzielte er drei Tage später, am 2. Spieltag, beim 2:1-Sieg im Heimspiel gegen den VfB Stuttgart, mit dem Treffer zum zwischenzeitlichen 1:1 in der 70. Minute. Seine Leistungen im Dress der Arminia weckten das Interesse namhafter Klubs, wobei der 1. FC Kaiserslautern und der FC Bayern München offiziell um ihn buhlten. Daei entschied sich für die Münchner, wo er erstmals auch auf internationaler Vereinsebene zum Einsatz kam. Als Einwechselspieler bestritt er fünf Champions-League-Spiele, darüber hinaus kam er für die Bayern viermal im DFB-Pokal-Wettbewerb zum Einsatz und gewann mit ihnen den Ligapokal und die deutsche Meisterschaft, bevor er nach nur einer Saison zum Ligakonkurrenten Hertha BSC wechselte.
Für die Berliner absolvierte er in drei Spielzeiten 59 Liga- (6 Tore), sieben DFB-Pokal-, drei Ligapokalspiele sowie 13 Spiele in der Champions League (4 Tore) und sechs Spiele (2 Tore) im UEFA-Pokal-Wettbewerb. Nach der sportlich wenig erfolgreichen Saison 2001/02 verließ er die Bundesliga und suchte sein Glück in den Vereinigten Arabischen Emiraten, bei Al-Shabab, dem Fußball-Verein aus Dubai. 1999 wurde er zu Asiens Fußballer des Jahres gewählt.
Nach nur einer Spielzeit kehrte er in den Iran zurück und spielte eine Saison – abermals – für Persepolis Teheran, zwei Spielzeiten für den Ligakonkurrenten Saba Battery Teheran, mit dem er 2005 zwei Titel gewann, und zum Abschluss seiner Spieler-Karriere eine Saison für Saipa Teheran.

### Nationalmannschaft
Für die A-Nationalmannschaft seines Landes spielte er zwischen 1993 und 2006 149 Mal und erzielte 109 Länderspieltore. Er ist damit nach Cristiano Ronaldo und Lionel Messi der dritterfolgreichste Länderspiel-Torschütze der Welt. Er ist der erste Fußballspieler, der mehr als 100 Länderspieltore erzielte, davon aber nur ein Tor gegen eine Mannschaft aus den Top 10 der FIFA-Weltrangliste und 55 Tore gegen Mannschaften, die auf Platz 100 bis 208 der FIFA-Weltrangliste standen. Sein Debüt gab er am 6. Juni 1993 in Teheran beim 5:0-Sieg über die Auswahlmannschaft Pakistans; sein erstes Tor im Nationaltrikot erzielte er am 25. Juni 1993, ebenfalls in Teheran, beim 6:0-Sieg über die Auswahl Taiwans. Daei nahm sowohl an der Asienmeisterschaft 1996 in den Vereinigten Arabischen Emiraten als auch an der Weltmeisterschaft 1998 und 2006 teil. Sein letztes Länderspiel bestritt er am 21. Juni 2006 im letzten WM-Gruppenspiel, das gegen die Mannschaft Angolas mit einem 1:1-Unentschieden endete.

## Erfolge als Spieler

### Nationalmannschaft
- Dritter der Asienmeisterschaft 1996 in den Vereinigten Arabischen Emiraten
- Gold bei den Asienspielen 1998 in Thailand
- Westasienmeister 2004 im Iran
- Dritter der Asienmeisterschaft 2004 in China
- Teilnehmer an der
  - Weltmeisterschaft 1998 in Frankreich – Aus in der Vorrunde
  - Asienmeisterschaft 2000 im Libanon – Aus im Viertelfinale
  - Weltmeisterschaft 2006 in Deutschland – Aus in der Vorrunde

### Vereine
- Iranischer Meister 1996 mit Persepolis Teheran
- Deutscher Meister 1999 mit dem FC Bayern München
- Champions-League-Finalist 1999 mit dem FC Bayern München
- DFL-Ligapokal-Sieger 1999 mit dem FC Bayern München
- Iranischer Pokalsieger 2005 mit Saba Battery Teheran
- Iranischer Supercup-Sieger 2005 mit Saba Battery Teheran

## Auszeichnungen
- Bester Spieler und Rekordschütze (4 Tore) bei der Qualifikation zur WM 1994
- Rekordschütze (8 Tore) bei der Asienmeisterschaft 1996
- Welttorjäger 1996 (22 Tore), 2004 (17 Tore)
- Rekordschütze (9 Tore) bei den Asienspielen 1998
- Asiens Fußballer des Jahres 1999
- Rekordschütze (10 Tore) bei der Qualifikation zur WM 2002
- Rekordschütze Iranian Pro League 2004 (16 Tore für Persepolis Teheran)
- Rekordschütze (3 Tore) bei der Westasienmeisterschaft 2004
- 2007 Association of Football Statisticians Top 100 Greatest Ever Footballers (deutsch Die 100 besten Fußballer aller Zeiten) – Rang 26 und einziger asiatischer Fußballer in der TOP 100[1]

## Karriere als Trainer

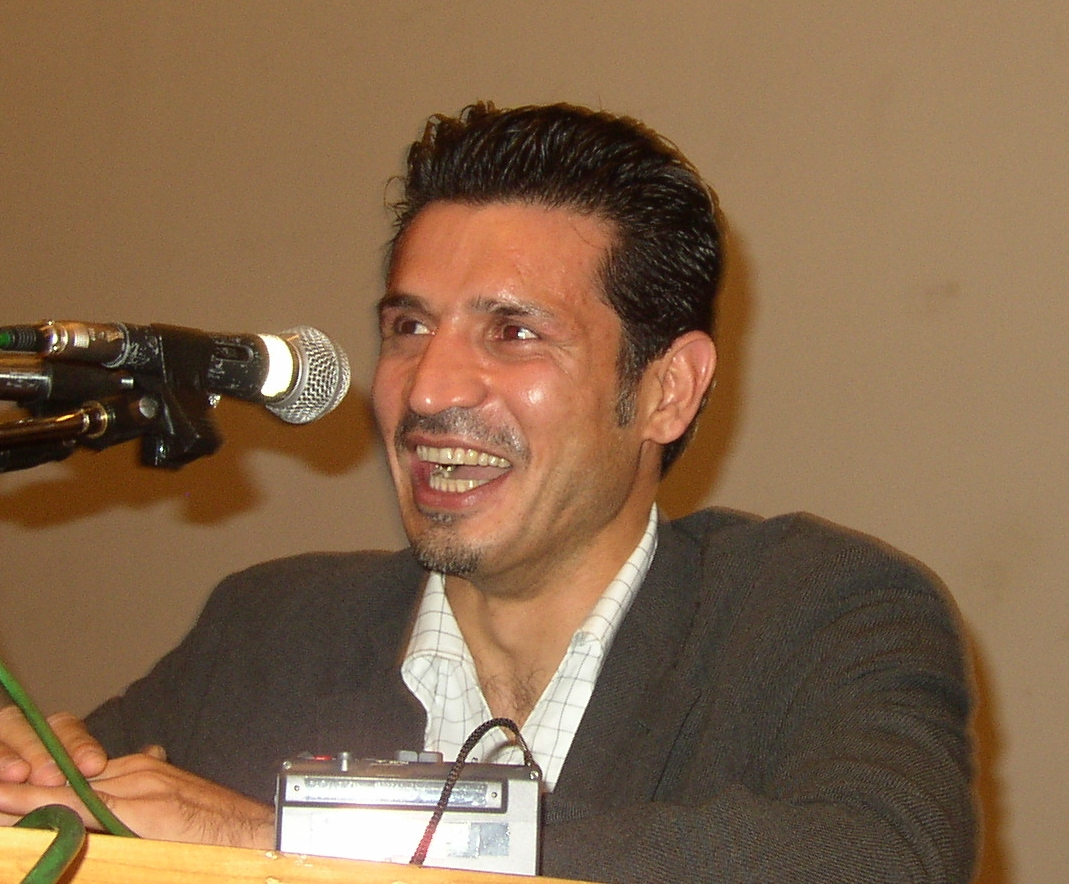
Daei als Trainer von Saipa Teheran (2007)

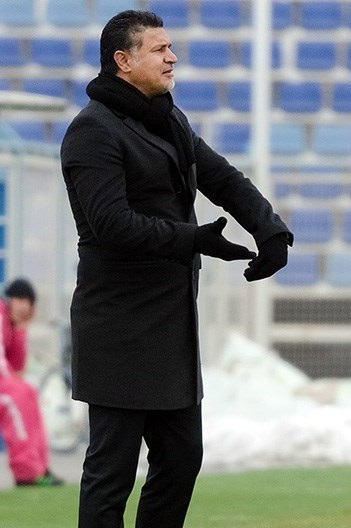
Daei als Trainer, 2015

Seine Trainerkarriere begann in der Spielzeit 2006/07 bei Saipa Teheran. Als Werner Lorant sein Traineramt aufgab, wurde Daei am 8. Oktober 2006 als Spielertrainer bei Saipa tätig und gewann 2007 die Iranische Meisterschaft. Am 2. März 2008 wurde Ali Daei offiziell als Nationaltrainer des Iran bestätigt. Nach der 1:2-Niederlage der A-Nationalmannschaft gegen Saudi-Arabien am 28. März 2009 wurde er wenige Stunden später entlassen. Ab dem 28. Dezember 2009 trainierte Daei den iranischen Erstligisten Persepolis Teheran und 2011–2012 den Ligakonkurrenten Rah Ahan. Von 2013 bis September 2014 trainierte er wieder Persepolis Teheran. 2015–2016 trainierte er Saba Quom. Ab 2016 war er Trainer bei Naft Teheran.

## Politisches und gesellschaftliches Engagement
Nach dem schweren Erdbeben im November 2017 startete Ali Daei eine Sammelaktion für die Opfer.
2022 solidarisierte er sich in sozialen Netzwerken mit den landesweiten Protesten im Iran anlässlich des durch Polizeigewalt verursachten Todes von Mahsa Amini, woraufhin die iranischen Behörden seinen Reisepass beschlagnahmten und ihn mit einem Ausreiseverbot belegten. Nachdem er den Pass Mitte Oktober zurückerhielt, berichteten Medien Ende des Monats von seiner Festnahme. Abgesehen vom FC Bayern München solidarisierten sich alle ehemaligen und weitere deutsche Vereine (u. a. Arminia Bielefeld, Hertha BSC, SC Freiburg) mit dem Spieler.

## Sonstiges
Mit 109 Treffern in 149 A-Länderspielen für den Iran ist Ali Daei der Spieler mit den zweitmeisten Länderspieltoren (hinter Cristiano Ronaldo für Portugal). Er war der erste männliche Spieler, der mehr als 100 Länderspieltore erzielt hatte. Er erzielte in vier Spielen jeweils vier Tore und einmal fünf, am 12. Juni 1996 in Teheran beim 7:0 gegen die Auswahl Sri Lankas.
Ali Daei kann auch außerhalb des Spielfeldes Erfolge nachweisen: Mit Abschluss seines Studiums 1990 ist er Ingenieur und darüber hinaus auch erfolgreicher Geschäftsmann. Mit seiner Firma Daei Sport's Wears & Equipments stattet er einige Vereine und auch die iranische Fußballnationalmannschaft aus.
Am 17. März 2012 wurde er auf der Rückfahrt nach einem Auswärtsspiel in Isfahan in der gleichnamigen Provinz bei einem Autounfall mit seinem Privatwagen schwer verletzt.